# Saproamanita
Saproamanita is een monotypisch geslacht van schimmels behorend tot de familie Amanitaceae.

## Soorten
Volgens Index Fungorum telt het geslacht een soort (peildatum augustus 2023):
| Soortnaam              | Auteur(s)                                 | Publicatiejaar |
| ---------------------- | ----------------------------------------- | -------------- |
| Saproamanita quitensis | E. Caicedo, Barili, C.W. Barnes & Ordoñez | 2018           |